# Adam Lipski
Adam Lipski herbu Grabie (zm. przed 7 marca 1635 roku) – chorąży bełski w 1625 roku.
Poseł na sejm zwyczajny 1629 roku z nieznanego sejmiku Małopolski, poseł na sejm 1631 roku. Był elektorem Władysława IV Wazy z województwa bełskiego w 1632 roku.